# Oluf Nielsen (violinist)
Kai Oluf Nielsen, född 19 maj 1898 i Odense, död 9 mars 1972 i Stockholm, var en dansk-svensk violinist.
Nielsen, som var son till lektor Georg Nielsen och Elisabeth Petersen, blev candidatus philosophiæ 1917 samt studerade vid musikkonservatorier i Köpenhamn, Paris och New York. Han var andre konsertmastare vid Radioorkestern 1927–1937 och förste violinist vid Stockholms Konsertförening 1938–1948. Han framträdde som solist och med orkestrar i Sverige och utlandet. Han utgav Violinspelets principer (I–II, 1959). Han var innehavare av Christian X:s frihetsmedalj. Han är gravsatt i minneslund på Skogskyrkogården i Stockholm.